# Siemens Open 2008
Il Siemens Open 2008 è stato un torneo di tennis facente parte della categoria ATP Challenger Series nell'ambito dell'ATP Challenger Series 2008. Il torneo si è giocato a Scheveningen nei Paesi Bassi dal 7 al 13 luglio 2008 su campi in terra rossa e aveva un montepremi di €85 000.

## Vincitori

### Singolare
Jesse Huta Galung ha battuto in finale  Diego Hartfield con il punteggio di 6–3 6–4

### Doppio
Rameez Junaid /  Philipp Marx hanno battuto in finale  Matwé Middelkoop /  Melle Van Gemerden con il punteggio di 5–7 6–2 [10–6]